# Patrick Levy
Pour les articles homonymes, voir Fishman et Levy.
Ne doit pas être confondu avec Patrick Lévy ou Patrick Levy (écrivain).
Patrick Levy, alias Zak Fishman, est un scénariste, réalisateur, producteur et acteur français, né le 6 octobre 1960.

## Filmographie

### En tant que réalisateur
- 1996 : Coup de vice
- 2001 : G@mer
- 2010 : Les Princes de la nuit

### En tant que scénariste
- 1996 : Coup de vice
- 2001 : G@mer
- 2005 : Quand les anges s'en mêlent... de Crystel Amsalem

### En tant qu'acteur
- 1996 : Coup de vice : Charly
- 1997 : K d'Alexandre Arcady : Dan

### En tant que producteur
- 2005 : Quand les anges s'en mêlent… de Crystel Amsalem
- 2010 : Les Princes de la nuit de Patrick Levy